# Sautens
Sautens è un comune austriaco di 1 595 abitanti nel distretto di Imst, in Tirolo. È stato istituito nel 1836 per scorporo dal comune di Oetz; si trova nella Ötztal, valle laterale dell'Inn.